# Исихастские споры
Исихасткие споры (Исихастская полемика, греч. Ησυχαστική έριδα) — богословские споры в Византийской империи в XIV веке между сторонниками и противниками Григория Паламы. Хотя эти споры и не были главной движущей силой гражданской войны в Византии, они влияли и находились под влиянием политических сил, действовавших во время этой войны. Спор завершился победой паламистов и включением паламитских трактовок православного учения в догматику восточной православной церкви, а также канонизацией Григория Паламы.
Примерно в 1337 году исихазм привлёк внимание ученого члена православной церкви Калабрийского монаха Варлаама, прибывшего в Константинополь около семи лет до того. Реагируя на критику его богословских сочинений, которую учтиво высказывал ему афонский монах и проповедник исихазма Григорий Палама, Варлаам встречал исихастов и слышал описания их практики. Получивший образование в духе западной схоластической теологии, Варлаам был шокирован описаниями, которые он слышал, и написал несколько трактатов, высмеивающих эту практику. Варлаам отвергал, как еретическое и богохульное, учение исихастов о природе нетварного света, тождественного тому свету, который был явлен ученикам Иисуса при Преображении на горе Фавор, переживание которого, как говорили, было целью исихастской практики. Его информаторы говорили, что этот свет не был божественной сущностью, но рассматривался как другая ипостась. Варлаам считал эту концепцию политеистической, поскольку она постулировала существование двух вечных существ-видимого (имманентного) и невидимого (трансцендентного) Бога.
Григорий Палама, впоследствии архиепископ Фессалоникийский, был приглашён своими собратьями-монахами на Афон защищать исихазм от нападок Варлаама. Хорошо образованный в греческой философии (диалектический метод) и поэтому способный защищать исихазм методами, используемыми также на Западе, Палама защищал исихазм в 1340-х годах на ряде синодов в Константинополе и написал ряд работ в его защиту.
В 1341 году этот спор был поставлен перед Константинопольским Синодом, который, принимая во внимание отношение к сочинениям Псевдо-Дионисия, осудил Варлаама, который отрекся и почти сразу же вернулся в Калабрию, став впоследствии епископом Византийской епархии в общении с папой. Было проведено ещё пять соборов по этому вопросу, на третьем из которых противники Паламы одержали победу на короткое время. Однако в 1351 году на Синоде под председательством императора Иоанна VI Кантакузина было установлено истинное различие сущности и энергий как учения Православной Церкви, согласно учению Паламы.
Григорий Акиндин, который был учеником Григория и пытался стать посредником между ним и Варлаамом, стал критиковать Паламу после его отъезда в 1341 году. Другим противником паламизма был Мануил Калекас, который стремился примирить Восточную и Западную церкви. Вслед за решением 1351 года последовали сильные репрессии против антипаламистских мыслителей. Калекас сообщает об этих преследования ещё в 1397 году, и для богословов, несогласных с Паламой, в конечном счете не было иного выбора, кроме как эмигрировать и обратиться к союзу с латинской церковью, путь которого избрали Калекас, а также Димитрий Кидонис и Иоаннис Кипариссиот.